# Dirphia vanschaycki
Dirphia vanschaycki is een vlinder uit de onderfamilie Hemileucinae van de familie nachtpauwogen (Saturniidae).
De wetenschappelijke naam van de soort is voor het eerst geldig gepubliceerd door Ronald Brechlin & Frank Meister in 2013.

## Type
- holotype: "male, VI.2007. leg. local collector. Barcode: BC-RBP-6362"
- instituut: MWM, München, later ondergebracht in de ZSM, München, Duitsland
- typelocatie: "Peru, Amazonas, Puente Nieva, 900 m"